# 贝提卡
贝提卡是罗马帝国在西斯班尼亚（现伊比利亚半岛）的三个行省之一。贝提卡西与卢西塔尼亚接壤，东北与塔拉哥那接壤。贝提卡在公元8世纪摩尔人统治时期属于安达卢斯，大致与现今的安达卢西亚相近。首府是科尔多瓦。